# Parc national Sierra Nevada
Pour les articles homonymes, voir Sierra Nevada.
Le parc national Sierra Nevada est un parc national du Venezuela, couvrant une partie des États de Mérida et de Barinas.
Seconde zone protégée après le parc national Henri Pittier, le parc est créé le 2 mai 1952 par décret du président Germán Suárez Flamerich en vue de protéger la cordillère de Mérida.
Le parc est un important réservoir biologique, tant au niveau de la faune que de la flore et renferme l'écosystème dont l'altitude est la plus élevée du pays.